# Келе (река)
Келе́ (также Кэлэ) — река в Кобяйском и Усть-Алданском улусах Якутии, правый приток Алдана. Длина реки — 242 км (290 км от истока Нямни). Площадь водосборного бассейна — 8620 км².
Река образуется слиянием рек Сытылиндя и Кокчин в центральной части Верхоянского хребта на высоте более 661 м над уровнем моря. В верховьях течёт по горной местности в узкой долине между Муннийским и Сордогинским хребтами преимущественно на юг, затем, выйдя на равнину, поворачивает на юго-запад и течёт по лесотундре с преобладанием лиственницы. В среднем и нижнем течении встречаются многочисленные осерёдки и старицы, река принимает сток от ряда некрупных озёр. Впадает в Алдан тремя рукавами по правому берегу на отметке менее 73 м над уровнем моря, выше впадения Тумары и ниже впадения Тукулана, в 56 км от устья Алдана. Берега в низовьях местами обрывистые, высотой до 8 м. Ширина перед устьем — 130 м при глубине 2 м; скорость течения в низовьях составляет 1,7 м/с. Населённые пункты на реке отсутствуют. Pамерзает с середины октября до середины мая.

## Основные притоки
Указаны притоки длиной 30 км и более
| Название  | Расстояние от устья | Длина | Положение |
| --------- | ------------------- | ----- | --------- |
| Эегес     | 68                  | 98    | правый    |
| Эльгекян  | 97                  | 42    | правый    |
| Дяран     | 121                 | 81    | правый    |
| Кюнкюнюр  | 202                 | 49    | левый     |
| Сытылиндя | 242                 | 45    | правый    |

## Данные водного реестра
По данным государственного водного реестра России и геоинформационной системы водохозяйственного районирования территории РФ, подготовленной Федеральным агентством водных ресурсов:
- Бассейновый округ — Ленский
- Речной бассейн — Лена
- Речной подбассейн — Алдан
- Водохозяйственный участок — Алдан от впадения реки Амга до устья
- Код водного объекта — 18030600912117300058366